# Streptostyla
Streptostyla é um género de gastrópode  da família Oleacinidae.
Este género contém as seguintes espécies:
- Streptostyla turgidula
- Streptostyla wani